# خبازة محشية
الخبازة المحشية (بالتركية: Ebegümeci sarması)‏، هي طبق مصنوع من أوراق الخبازة (تُسمى أيضًا الخبيزة)، محشوة باللحم (خروف) والأرز، وفي بعض الأحيان يتم حشوه بالأرز فقط. تحظى بشعبية كبيرة في تركيا ولبنان وسوريا وفلسطين والبلقان، خاصة في البوسنة والهرسك، حيث يتم تقديمها مع البطاطا المهروسة واللبن.